# Amund Sjøbrend
Amund Martin Sjøbrend (Sør-Odal, 1 december 1952) is een voormalig langebaanschaatser uit Noorwegen.
Amund Sjøbrend werd samen met Sten Stensen, Kay Arne Stenshjemmet en Jan Egil Storholt de vier S'en uit Noorwegen genoemd vanwege de beginletter van hun achternaam.
Het jaar 1981 was zijn jaar. Hij werd zowel Europees als wereldkampioen allround en later dat jaar ontving hij de Oscar Mathisen-trofee.

## Records

### Persoonlijke records
| Afstand      | Tijd     | Datum            | Baan          |
| ------------ | -------- | ---------------- | ------------- |
| 500 meter    | 38,62    | 19 maart 1977    | Medeo         |
| 1000 meter   | 1.19,4   | 29 maart 1981    | Changchun     |
| 1500 meter   | 1.56,32  | 11 januari 1981  | Davos         |
| 3000 meter   | 4.08,22  | 16 januari 1981  | Davos         |
| 5000 meter   | 7.08,88  | 24 januari 1981  | IJsselstadion |
| 10.000 meter | 14.58,71 | 15 februari 1981 | Oslo          |

### Wereldrecords laaglandbaan (officieus)
| Nr. | Afstand    | Tijd    | Datum            | Baan        |
| --- | ---------- | ------- | ---------------- | ----------- |
| 1.  | 3000 meter | 4.17,40 | 20 december 1975 | Nordre Land |

## Resultaten
| Jaar | EK Allround | Olympische Spelen          | WK Allround | WK Junioren |
| ---- | ----------- | -------------------------- | ----------- | ----------- |
| 1972 |             |                            |             | 4e          |
| 1973 |             |                            |             | 5e          |
| 1974 | Zilver      |                            | NS3         |             |
| 1975 | 16e         |                            | 7e          |             |
| 1976 | 4e          | 13e 5000 meter 10e 10.000m | 7e          |             |
| 1977 | Brons       |                            | 6e          |             |
| 1978 | 7e          |                            | 8e          |             |
| 1979 | 9e          |                            | 8e          |             |
| 1980 | -           | -                          | 4e          |             |
| 1981 | Goud        |                            | Goud        |             |

### Medaillespiegel
| Kampioenschap     | Goud | Zilver | Brons |
| ----------------- | ---- | ------ | ----- |
| EK Allround       | 1    | 1      | 1     |
| Olympische Spelen | 0    | 0      | 0     |
| WK Allround       | 1    | 0      | 0     |
| WK Junioren       | 0    | 0      | 0     |

Onofficiële Europese kampioenschappen

1891: Onbeslist ·
1892: Onbeslist · 
1946: Göthe Hedlund 

Officiële Europese kampioenschappen

1893: Rudolf Ericson · 
1894: Onbeslist ·
1895: Alfred Næss · 
1896: Julius Seyler · 
1897: Julius Seyler · 
1898: Gustaf Estlander · 
1899: Peder Østlund · 
1900: Peder Østlund · 
1901: Rudolf Gundersen · 
1902: Johan Schwartz · 
1903: Onbeslist ·
1904: Rudolf Gundersen · 
1905: Johan Vikander · 
1906: Rudolf Gundersen · 
1907: Moje Öholm · 
1908: Moje Öholm · 
1909: Oscar Mathisen · 
1910: Nikolaj Stroennikov · 
1911: Nikolaj Stroennikov · 
1912: Oscar Mathisen · 
1913: Vasilij Ippolitov · 
1914: Oscar Mathisen · 
1922: Clas Thunberg · 
1923: Harald Strøm · 
1924: Roald Larsen · 
1925: Otto Polacsek · 
1926: Julius Skutnabb · 
1927: Bernt Evensen · 
1928: Clas Thunberg · 
1929: Ivar Ballangrud · 
1930: Ivar Ballangrud · 
1931: Clas Thunberg · 
1932: Clas Thunberg · 
1933: Ivar Ballangrud · 
1934: Michael Staksrud · 
1935: Karl Wazulek · 
1936: Ivar Ballangrud · 
1937: Michael Staksrud · 
1938: Charles Mathiesen · 
1939: Alfons Bērziņš · 
1947: Åke Seyffarth · 
1948: Reidar Liaklev · 
1949: Sverre Farstad · 
1950: Hjalmar Andersen · 
1951: Hjalmar Andersen · 
1952: Hjalmar Andersen · 
1953: Kees Broekman · 
1954: Boris Sjilkov · 
1955: Sigge Ericsson · 
1956: Jevgeni Grisjin · 
1957: Oleg Gontsjarenko · 
1958: Oleg Gontsjarenko · 
1959: Knut Johannesen · 
1960: Knut Johannesen · 
1961: Viktor Kositsjkin · 
1962: Robert Merkoelov · 
1963: Nils Egil Aaness · 
1964: Ants Antson · 
1965: Eduard Matoesevitsj · 
1966: Ard Schenk · 
1967: Kees Verkerk · 
1968: Fred Anton Maier · 
1969: Dag Fornæss · 
1970: Ard Schenk · 
1971: Dag Fornæss · 
1972: Ard Schenk · 
1973: Göran Claeson · 
1974: Göran Claeson · 
1975: Sten Stensen · 
1976: Kay Arne Stenshjemmet · 
1977: Jan Egil Storholt · 
1978: Sergej Martsjoek · 
1979: Jan Egil Storholt · 
1980: Kay Arne Stenshjemmet · 
1981: Amund Sjøbrend · 
1982: Tomas Gustafson · 
1983: Hilbert van der Duim · 
1984: Hilbert van der Duim · 
1985: Hein Vergeer · 
1986: Hein Vergeer · 
1987: Nikolaj Goeljajev · 
1988: Tomas Gustafson · 
1989: Leo Visser · 
1990: Bart Veldkamp · 
1991: Johann Olav Koss · 
1992: Falko Zandstra · 
1993: Falko Zandstra · 
1994: Rintje Ritsma · 
1995: Rintje Ritsma · 
1996: Rintje Ritsma · 
1997: Ids Postma · 
1998: Rintje Ritsma · 
1999: Rintje Ritsma · 
2000: Rintje Ritsma · 
2001: Dmitri Sjepel · 
2002: Jochem Uytdehaage · 
2003: Gianni Romme · 
2004: Mark Tuitert · 
2005: Jochem Uytdehaage · 
2006: Enrico Fabris · 
2007: Sven Kramer · 
2008: Sven Kramer · 
2009: Sven Kramer · 
2010: Sven Kramer · 
2011: Ivan Skobrev · 
2012: Sven Kramer · 
2013: Sven Kramer · 
2014: Jan Blokhuijsen · 
2015: Sven Kramer · 
2016: Sven Kramer · 
2017: Sven Kramer · 
2019: Sven Kramer · 
2021: Patrick Roest · 
2023: Patrick Roest · 
2025: Sander Eitrem